# Détermination de l'indice de saponification
L'indice de saponification (Is) correspond à la masse d'hydroxyde de potassium KOH (exprimée en milligrammes) nécessaire pour saponifier les esters d'acides gras et neutraliser les acides gras non estérifiés contenus dans un gramme de matière grasse ou corps gras.
La quantité de KOH utilisée varie avec la masse molaire des acides gras. Plus cette dernière est élevée, plus l'indice de saponification est faible : l'indice de saponification est donc une mesure indirecte de la masse molaire des acides gras.

## Principe

Représentation de la réaction de saponification d'un triglycéride.

Il s'agit d'un dosage en retour. On fait réagir à chaud une solution de corps gras avec un excès de KOH. Cet excès est ensuite dosé par une solution d'acide chlorhydrique (HClaqueux).
Si un corps gras est porté à ébullition en présence de KOH, les esters se saponifient. Il s'agit d'une réaction totale et lente à température ambiante ; elle nécessite quarante à soixante minutes à l'ébullition douce. La KOH réagit avec les acides gras libérés pour former un savon.

## Protocole
Titrer la solution de HCl puis faire essais et témoin.

### Matériel
- Béchers.
- Burette.
- Pipettes jaugées de 10 mL et 25 mL.
- Bain-marie.

### Liquides
- Solution de KOH alcoolique de concentration c approximative 0,5 mol/L.
- Solution titrée[2] d'acide chlorhydrique à 0,5 mol/L.
- Phénolphtaléine.
- Éthanol.
- Éther diéthylique.

### Étapes

#### Préparation de la solution de corps gras
Les corps gras étant insolubles dans l'eau (à température ambiante), il faut les dissoudre dans un solvant.
- Peser une masse connue et voisine de 4 g de corps gras dans un bécher.
- Ajouter 100 mL de solvant constitué d'un mélange éthanol-éther diéthylique à parts égales en volume.
- Agiter pour dissoudre le corps gras.

#### Dosage
- Introduire dans un bécher 10 mL de solution de corps gras.
- Ajouter 25 mL de solution de KOH alcoolique.
- Mettre au bain-marie bouillant pendant 45 à 60 min.
- Ajouter 2 ou 3 gouttes de phénolphtaléine.
- Doser l'excès de KOH par la solution titrée d'acide chlorhydrique en agitant constamment jusqu'au virage à l'incolore de la phénolphtaléine.
- Faire deux essais.

#### Réalisation des témoins
Comme la concentration de la solution de KOH alcoolique n'est pas exactement connue, il est nécessaire de la déterminer au moyen d'un témoin.
- Introduire dans un bécher 25 mL de solution de KOH alcoolique et 10 mL de solvant.
- Traiter dans les mêmes conditions opératoires que les essais (bain-marie).
- Ajouter 2 ou 3 gouttes de phénolphtaléine.
- Doser jusqu'au virage à l'incolore de la phénolphtaléine.

## Équation de la réaction
{\displaystyle {\rm {CH_{2}-(OOC-R)-CH(OOC-R)-CH_{2}-(OO-R)\;+\;3KOH\longrightarrow CH_{2}OH-CHOH-CH_{2}OH\;+\;3R-CO_{2}-K}}}

## Calculs

### Calcul de la concentration de la solution de KOH alcoolique
Une mole de HO− réagit avec une mole de H3O+ :
{\displaystyle n_{\mathrm {HO^{-}} }=n_{\mathrm {H_{3}O^{+}} }}
ou : {\displaystyle c_{\text{KOH}}\times V_{\text{KOH}}=c_{\text{HCl}}\times V_{\text{HCl}}}
soit : {\displaystyle c_{\text{KOH}}={\frac {c_{\text{HCl}}\times V_{\text{HCl}}}{V_{\text{KOH}}}}}.

### Calcul de l'indice de saponification
{\displaystyle I_{\text{s}}={\frac {{(V_{\text{T}}-V_{\text{E}})}\times c_{\text{HCl}}\times 56,1}{m}}}
avec :
- Is : indice de saponification ;
- VT : volume versé au témoin, en mL ;
- VE : volume versé à l'essai, en mL ;
- cHCl : concentration de la solution titrée d'acide chlorhydrique, en mol/L ;
- 56,1 : (g/mol) masse molaire de KOH ;
- m : masse de corps gras analysée, en g.

## Sécurité et précision
Ne rien jeter dans le lavabo, les solvants organiques sont dangereux pour l'environnement, les récupérer dans des conteneurs pour qu'ils soient traités. De plus, manipuler les solvants sous hotte ventilée avec la protection adaptée (gants et lunettes de protection). Pour plus de détails sur la sécurité, se reporter à l'étiquetage des produits.
La solution d'acide gras pour la détermination de l'indice d'acide peut se conserver.